# Korán
Korán (arabsky القرآن‎‎‎ 'al-Qurʾān', doslova: „recitace“) je hlavním náboženským textem islámu, spolu se Sunnou - autentickými výroky a činy Proroka Muhammeda. Korán je autentické Zjevení od Boha Jediného, sesílané Proroku Muhammedovi v průběhu 23let. Prorok Muhammad (prorok islámu, v češtině též uváděného jako Mohamed) pochází z rodu Proroků a Poslů, konkrétně z rodové linie Abraháma a jeho syna Ismaela. Muslimové věří, že verše Koránu byly Proroku Muhammedovi předávány třemi způsoby:
1. vnuknutím veršů přímo do srdce Proroka Muhammeda
2. prostřednictvím poslů (andělů), zejména přes anděla Gabriela jako zprávy od Jediného Boha (Alláha)
3. rozhovorem s Bohem, aniž by Boha Prorok Muhammed viděl (podobně jako hovořil s Bohem Prorok Mojžíš)

Korán je rozdělen na 114 súr (kapitol), které NEJSOU chronologicky uspořádány podle času zjevení (historicky první Mohamedovo zjevení se nachází až v 96. súře , ale podle toho, jak to bylo Bohem přikázáno Proroku Muhammedovi. Každá súra (kapitola) se skládá z určitého počtu veršů (éjét). Nejstarší rukopisný exemplář je takzvaný Birmingham Manuscript. Dvě stránky Koránu o velikosti 33,3 cm × 24,5 cm zůstaly téměř 100 let nerozpoznané v univerzitní knihovně v Birminghamu. Jsou datovány metodou uhlíku 14C do let 568–645, což je období Mohamedova života, respektive doba těsně po jeho smrti. Identifikované karty jsou součástí sbírky Mingana čítající přibližně 3000 dokumentů z Blízkého východu.
Další rukopisné exempláře jsou uchovávány ve dvou přepisech, které se nyní nacházejí v Taškentu a v muzeu Topkapi v Istanbulu.
Korán a Sunna („cesta“) se skládá z hadísů (výroků Proroka Muhammeda a jeho činů) a síry (neboli Prorokova životopisu, který je naprosto nejpodrobnějším popisem života z dochovaných životopisů Proroků a popisuje život Proroka Muhammeda do nejmenších detailů), jsou základní zdroje islámského vyznání.
Korán je možno podle různých hledisek rozdělit na několik částí:
1. Naprostou podstatou Koránu je tzv. Tauhíd - tzn., že pouze Bůh Jediný je oprávněn být uctíván a nic jiného ani nikdo jiný nemá právo být uctíván spolu s Bohem Jediným, který vše stvořil, posílal Posly a Proroky s Písmy, aby znovu a znovu lidem připomínali, že Bůh je pouze Jeden, je Dokonalý a nepotřebuje žádné přímluvce, společníky, pomocníky, syny ani manželky.
2. Bůh v Koránu zdůrazňuje opakovaně nutnost konání modlitby a dobrých skutků a bohabojnosti, za což patří věřícím odměna v podobě věčného života v Ráji. Bůh varuje před přidružováním, před konáním zla, hřešením a nespravedlností, za což hrozí trest v Pekle, pokud se hříšníci nebudou ještě za života kát Bohu a prosit pouze Boha Jediného za odpuštění. Nikdo jiný hříchy odpustit nemůže. Bůh v Koránu popisuje průběh Soudného dne - absolutně spravedlivé zúčtování skutků Bohem Všemohoucím, odškodnění křivd všech, kteří utrpěli nespravedlnost a újmu od ostatních v pozemském životě.
3. Další částí Koránu jsou popisy z historie, popisy ze života Proroka Muhammeda a ze života Poslů a Proroků (Adama, Noema, Abraháma, Lota, Jonáše, Jákoba, Josefa, Mojžíše, Árona, Ježíše a dalších).
4. Popisy vědeckých zázraků, z nichž některé mohly být potvrzeny teprve nedávno pomocí moderních vědeckých metod
5. Rozlišení toho, co je správné a bohulibé (halél) a toho, co je špatné a zavrženíhodné (harám)

Korán byl zapisován ještě za života Proroka Muhammeda a velké množství muslimů si Korán slovo od slova pamatovalo. V jednu knihu byl Korán zapsán nedlouho po smrti Proroka Muhammeda.
V Koránu Bůh dává Proroka Muhammeda muslimům za „krásný příklad“ ('uswetun hasenetun) laskavého, soucitného, pravdomluvného a důvěryhodného chování , který by muslimové měli napodobovat , takže nejen Korán, ale i hadísy (vyprávění o tom, co Prorok Muhammed řekl nebo udělal) jsou pro muslimy závazné.
Koránské verše NELZE vykládat svévolně na základě pocitů a subjektivních dojmů. Ale na základě instrukcí daných Bohem Proroku Muhammedovi.
V Koránu je zmíněno, že některé verše jsou rušeny verši novými  (princip abrogace) a právě tefsíry se mimo jiné zabývají tím, které verše byly zrušeny, proč a čím byly nahrazeny. 
Tefsíry vycházejí: 
a) z výkladu koránských veršů tak, jak je vyložil Prorok Muhammed na základě instrukcí daných Bohem
b) dále z výkladu veršů stejného nebo podobného obsahu popisujícího stejné nebo podobné téma
c) na základě toho, co předali společníci a následovníci Proroka Muhammeda
d) a v poslední řadě výklad na základě jazykového rozboru 
To znamená, že tefsíry neobsahují subjektivní názory na výklad.

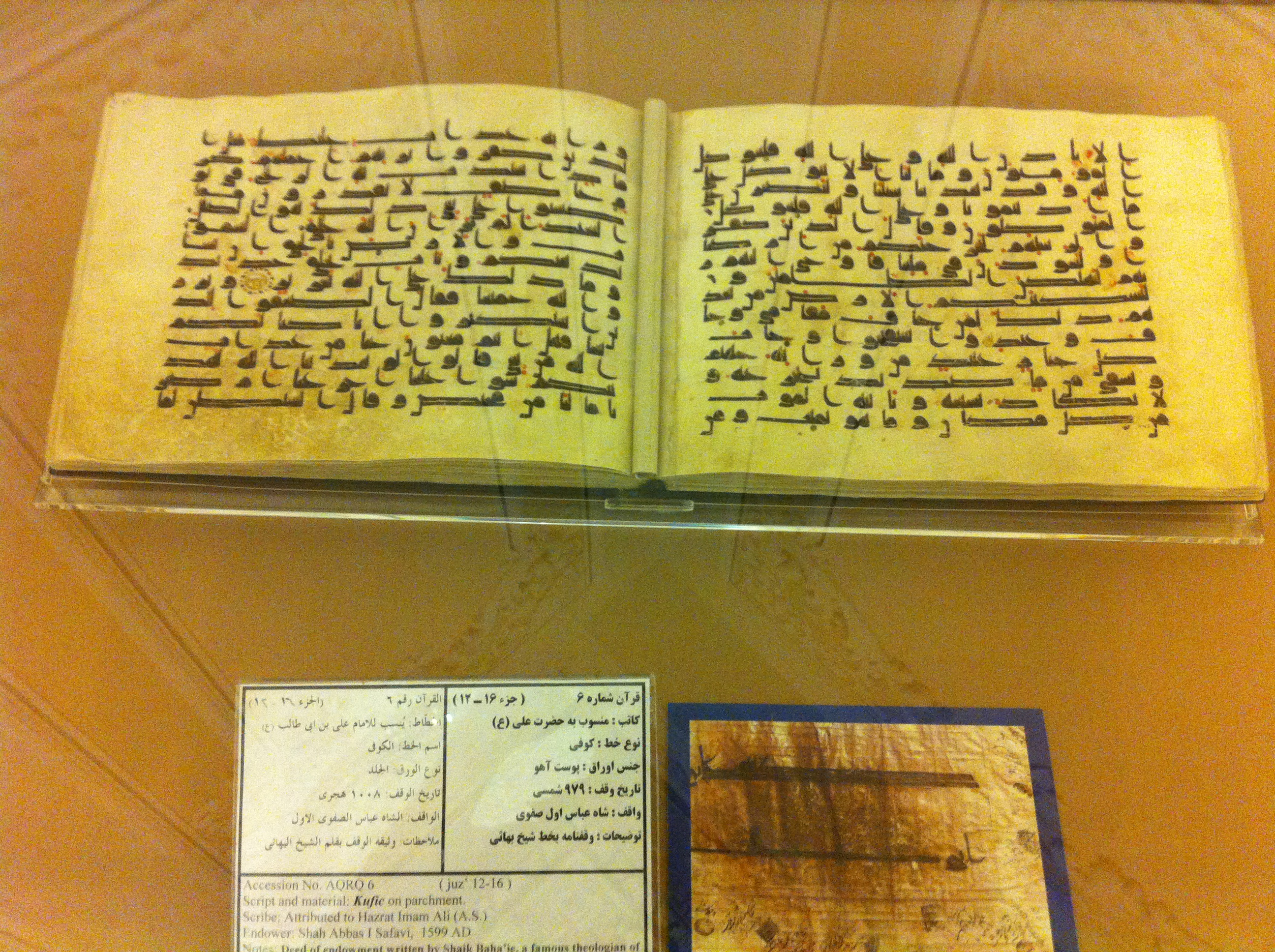
Korán Mašhadu v Íránu, napsaný Alím.

## Vznik koránu

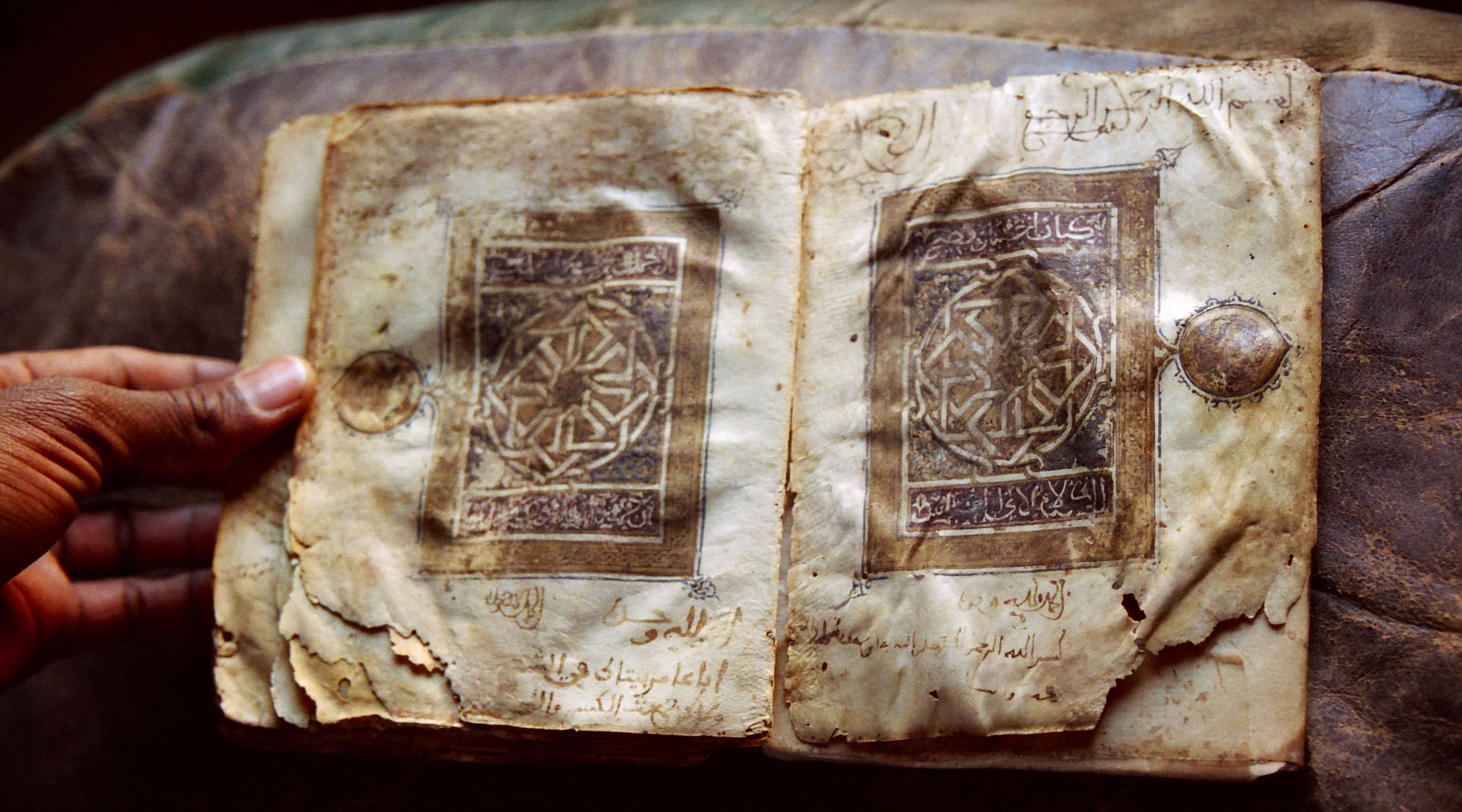
Vzácný historický Korán z 11. století v mauretánském Chinguetti.

V době, kdy korán vznikal, bylo na Arabském poloostrově už hodně židů i křesťanů, zejména na venkově, ale lidé dále praktikovali mnohobožství. V 6. a 7. století monoteismus už patrně převažoval před Mohamedem. Svědčí o tom i několik jeho proroků, Mohamedových současníků a konkurentů, které ale Mohamed i jeho první nástupce Abu Bakr tvrdě potlačili. Na Mohamedově mimořádném úspěchu se mohly podílet i dobové politické střety, například soupeření mezi perskými Sasánovci a byzantským císařem, který právě v roce 622 zahájil válečné tažení proti Persii. Mohamedovo pozvání do Mediny ve stejném roce s tím mohlo přímo souviset.
Muslimové věří, že korán obsahuje doslovně zaznamenané zjevení, jehož se Mohamedovi dostalo prostřednictvím anděla Gabriela (arabsky Džibríl). Mohamed je označen za tzv. „Pečeť proroků“, která uzavírá sled řady předchozích proroků, Abraháma, Mojžíše, Ježíše a mnoha dalších, kterým přišlo od Alláha zjevení. Ježíšovo „Evangelium“ (Indžíl) a Mojžíšova tóra mají být obrazem dokonalého slova Božího. Jeho kritikové později poukazovali na rozpory mezi koránem a staršími texty, což vedlo k vysvětlení v koránu o pokřivení původně významově shodných knih křesťanů a židů. 
Sesílání veršů trvalo dohromady třiadvacet let (609–632 n. l.). Do podoby, v jaké korán známe dnes, byl sestaven roku 651, tedy devatenáct let po Mohamedově smrti. Korán byl nejprve uchováván v paměti Mohameda a muslimů. První následovníci islámu znali kompletně celý korán nazpaměť a neexistovala psaná verze. Vše se opakovalo a připomínalo neustálým přednášením mezi věřícími. Lze však předpokládat, že ještě před odchodem z Mekky začala být jeho slova zapisována. Z medínského období tradice uvádí, že Mohamed, který psát neuměl, užíval některé ze svých přívrženců jako písaře, navíc řada lidí uměla části, nebo dokonce celé zjevení nazpaměť. Po jeho smrti se objevila potřeba stanovit jednoznačnou verzi, aby bylo zjevení uchráněno deformací a odlišných interpretací. Tehdejší arabské písmo například nezaznamenávalo krátké i některé dlouhé samohlásky. Existoval tak problém se záměnami gramaticky podobných slov. Proto měla písemně zachycená seslání nižší hodnotu než recitace zpaměti.
Podle tradice existovalo v jisté době celkem pět exemplářů koránu, které se drobně odlišovaly. Mělo jít o kodex Mohamedovy manželky Hafsy, Hafs Ubajje ibn Ka'ba, Abdalláha ibn Mas'úda, Abú Músy al-Aš'ařího a Miqdada ibn 'Amra. Hrozilo, že rozdíly mezi nimi způsobí rozkol v islámské obci, a proto bylo třeba provést definitivní redakci textu. Za vlády třetího chalífy Uthmána tak došlo k vytvoření redakční komise, která především na základě Hafsiny verze koránu a sbírky předsedy komise Zajda ibn Thábita sestavila korán do dnešní podoby, tzv. Vulgáty v letech 651–656 v Uthmánském kodexu. Přestože se v historii objevily pochyby o pravosti této verze koránu, je muslimy používána dodnes. Moderní verzí je egyptské vydání z roku 1923. Hlavní námitku proti Vulgátě vznesli šíité, kteří Uthmána podezírají, že z koránu vyškrtal všechny zmínky o Alím. Jelikož se však různé šíitské sekty nikdy nedokázaly shodnout na společné verzi, zůstalo při Uthmánově textu. Tvrdí však, že skutečně správnou verzi zná jedině „skrytý imám“, jehož příchod očekávají.
Korán se po staletí šířil ústním podáním nebo rukopisy, a to výhradně v arabštině. V roce 1924 jej káhirská islámská Univerzita al-Azhar vydala poprvé tiskem, který muslimské autority schválily. 

## Struktura koránu
Korán v podstatě nemá žádnou pevnou strukturu, souvislý „příběh“. Spíše než kniha v klasické podobě je to sbírka písemně zaznamenaných poselství proroka Muhammada, převážně napomenutí do života věřících. To také vysvětluje, proč se některé motivy a témata opakují i desetkrát. Je sice rozdělen na 114 súr (kapitol) a 6236 áj (veršů), ale i jednotlivé súry jsou často složeny z nesourodých skupin veršů, mnohdy patrně seslaných v rozpětí mnoha let. Klíč, podle kterého byly verše zařazeny do právě 114 súr, není jasný. Základ rozdělení na súry byl položen již Muhammadem, definitivní podobu dostal korán při uthmánské redakci. Tehdy došlo k seřazení súr podle délky od nejdelších k nejkratším. Ani tento postup však nebyl zcela dodržen, například na začátek byla zařazena krátká súra, tzv. „Otevíratelka“ (al-fátiha). Kromě deváté súry (At-Tawba) všechny ostatní uvozuje tzv. basmala: „Ve jménu Boha milosrdného, slitovného“, která se do počtu veršů započítává pouze jednou.

### Pokusy o seřazení súr
Evropští učenci se opakovaně pokoušeli seřadit súry chronologicky, podle předpokládané doby seslání jejich podstatné části. Stejně tak činí české vydání z roku 1972 v překladu Ivana Hrbka. Takové řazení je logičtější, přesto text ani tak nezískává ucelenou podobu. Chronologické řazení je však důležité i kvůli učení o verších „zrušených a zrušujících“ nasch. Podle této praxe, zavedené již Muhammadem, mají později seslané verše vyšší hodnotu a ruší význam těch starších. Důvodem byla nutnost znovu přeformulovávat příkazy a zákazy podle aktuální situace islámské obce. Tento princip (nasch) je však poměrně sporný a jsou o něm vedeny vášnivé spory mezi tradicionalisty a modernisty.
Orientalisté, kteří řadili súry chronologickým způsobem:
- Němec Theodor Nöldeke (vydání 1860)
- Angličan John Medows Rodwell (vydání 1876)
- Dán Frants Buhl (vydání 1921)
- Francouz Régis Blachère (vydání 1949–1950)

V češtině se o chronologické řazení pokusil Ivan Hrbek (1972).

### Srovnání s Biblí
Korán není srovnatelný s hebrejskou Biblí formou ani obsahem. Starý zákon čili Tanach je rozsáhlejší a obsahuje velmi rozmanité texty (knihy), které vznikaly téměř tisíc let. Obsahuje písně a básně, příběhy, historická vyprávění i prorocké texty. Srovnávat s koránem by se snad daly náboženské a právní předpisy, konkrétní pravidla, příkazy, zákazy a někdy i tresty za porušení těchto pravidel. Islám nerozlišuje mezi náboženstvím a právem, což začíná již v koránu. Příčinou jsou okolnosti vzniku této knihy. Muhammad nebyl pouze duchovní, ale též politický a vojenský představitel, obsah koránu proto odpovídá jeho aktuální situaci a potřebám. Již v Mekce však korán formuloval některé zásady věřících muslimů, jako je například podoba modlitby.
Výklad koránu je oblastí zájmu islámských učenců po celé islámské dějiny. Ačkoliv korán tvoří základ šarí'y, pro jeho výklad jsou používány další prameny a uznávané právní postupy. Tradičně se korán dělil na 30 zhruba stejně dlouhých částí (ajzá), aby se dal celý projít v modlitbě za 30 dnů.
Z historického hlediska se koránský text rozděluje na 4 části podle doby seslání, které spojuje podobný obsah a forma. Jedná se o první, druhé a třetí mekkánské období a medínské období. Toto rozdělení je však spíše přibližné, není možné určit jejich přesné hranice (snad vyjma posledního) a celá věc je ještě komplikována pozdějšími úpravami a doplňováním starších súr. Otázka původu jednotlivých úseků súr je velmi složitá a názory nejsou jednotné.

## Jazyk koránu

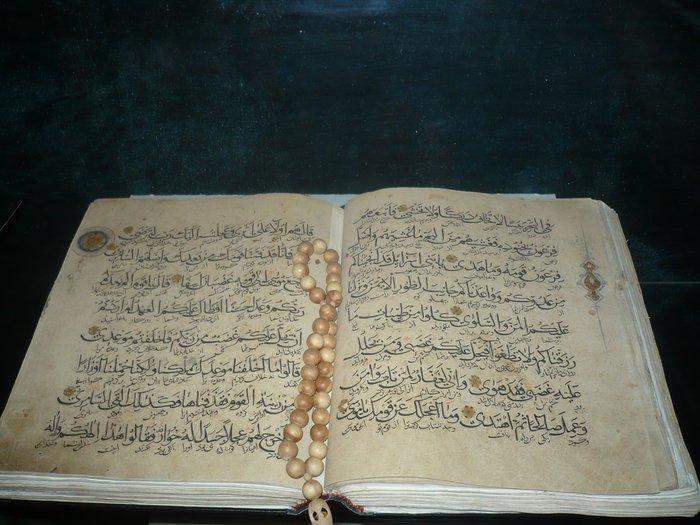
Korán vytvořený Tatary. K vidění je v Chánském paláci v Bachčisaraji.

Jazyk a forma koránu jsou velice rozmanité. Jednoduše můžeme říci, že lze sledovat vývoj od velice poetických a obrazných veršů k sušším spíše právnickým a prozaickým textům. Především formou, nicméně do jisté míry i obsahem sdělení, se ze začátku Muhammad nijak nevymyká z řady předchozích staroarabských hanífů (poslů monoteismu) a káhinů (věštců). K jejich charakteristice patří krátký verš, extatická řeč, přírodní a kosmické obrazy, přísahy, hrozby, kletby a apokalyptické vize. Přirovnávání ke káhinům se Muhammad při diskusích se svými kritiky ostře bránil.
Za nejpoetičtější je možno považovat verše z prvního mekkánského období, zmiňována bývá především súra 55 pro hojný výskyt až monotónně se opakujícího refrénu „Které z dobrodiní Pána svého můžete popírat?“, v dalších obdobích se postupně prosazují delší súry a delší verše, které začínají postrádat poetické prvky, jakými jsou anafora (užití stejných slov na začátku veršů), epifora (opakování stejných slov na konci veršů) a již zmíněný refrén, až se nakonec v medínském období vytrácejí takřka docela. Ani přísahy a zvolání k Bohu, které jsou ze začátku velmi často využívány jako jakési úvody súr, se v medínském období nevyskytují zdaleka v tak hojném počtu.
Jak již bylo zmíněno, arabský jazyk v době vzniku koránu trpěl především ve své psané formě značnou nedokonalostí. Posledně je nutno také říci, že ani slovní zásoba arabštiny neodpovídala Muhammadovým potřebám. Ten se proto uchyloval jednak k aktualizaci významu již existujících slov, jednak k přejímání zcela nových výrazů, například z aramejštiny, hebrejštiny, syrštiny či etiopštiny. Tento fakt však nemá žádný zásadnější vliv na výklad koránu. Odlišné výklady se spíše objevují v souvislosti s některými gramatickými obměnami, které mohou i zcela zásadně změnit význam veršů a posloužit tak jako argument pro ten či onen postoj odporující tradičnímu výkladu. Výklad gramatiky byl také jednou z metod fikhu.
Jazyk koránu byl až do moderní doby přijímán jako norma spisovné arabštiny.

## Zdroje inspirace

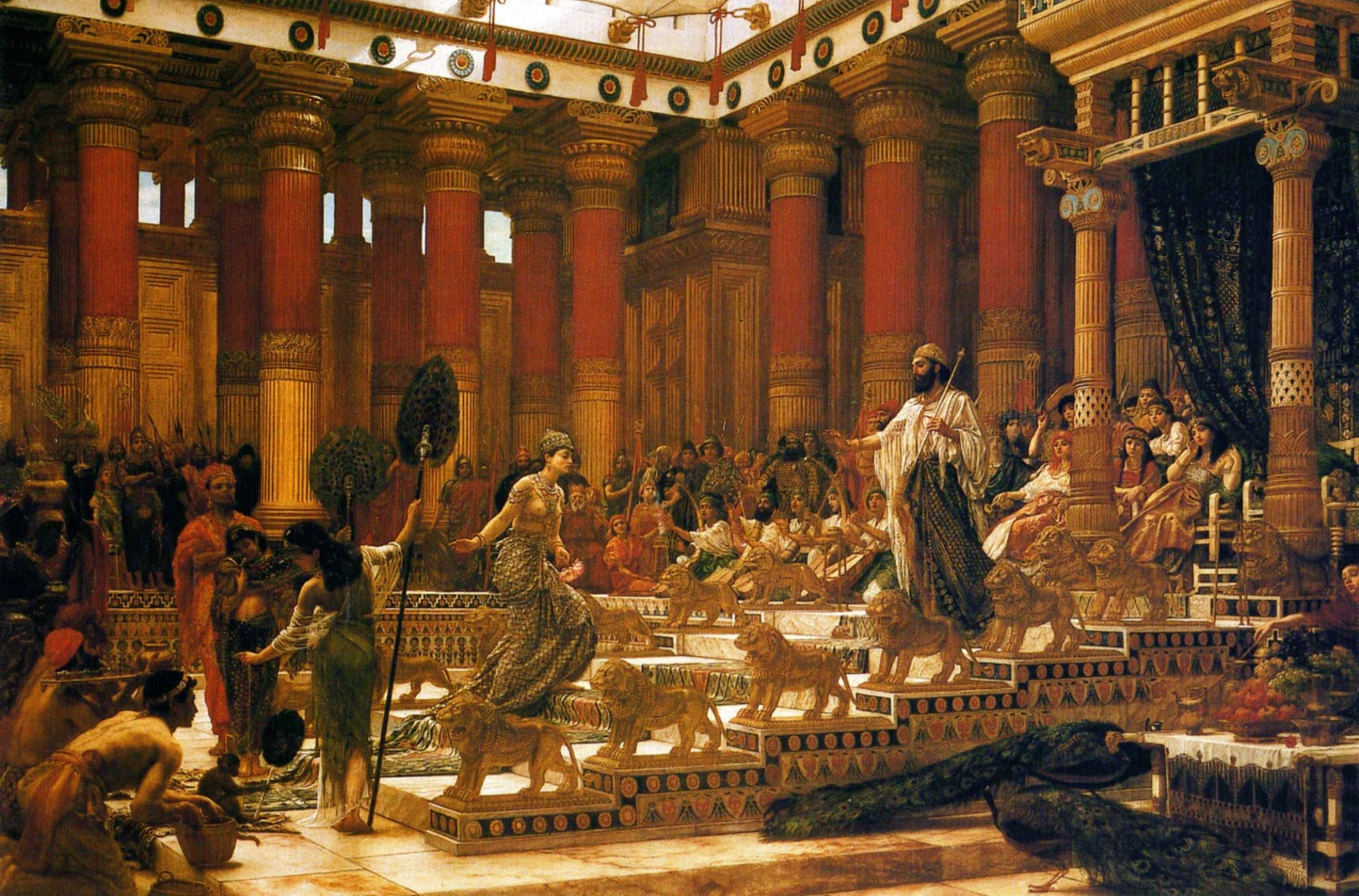
Královna ze Sáby navštěvuje Šalomouna, Edward Poynter, 1890. Šalomoun v Koránu vystupuje jako prorok, který vládne lidem, džinům i přírodě.

Muhammad považoval své proroctví za návrat k přirozenému monoteismu, který hlásali již před ním mnozí prorokové a které navazuje na judaismus a křesťanství. Po odchodu do Medíny, kde se setkala komunita prvních muslimů s židovskou a později i křesťanskou, se zjevují verše reagující na aktuální situace. Orientace modlitby se přesunuje z Jeruzaléma na Mekku. Muhammad deklaruje, že přináší stejné poselství jako přední hanífa Abrahám, který založil modlitebnu Ka'ba. Korán považuje židy a křesťany za „lid Knihy“, který sice zbloudil, ale zaslouží si ochranu a úctu muslimů, pokud proti nim nevystupují nepřátelsky; na jiných místech je ale řadí mezi „nevěřící“ a hrozí vyhubením (Súra 2:253; 8:7 aj.).
V koránu se například objevují příběhy o starých arabských prorocích, kteří nebyli vyslyšeni. V koránu jsou zmínky o džinech. Na některých místech se píše, že džinové, stejně jako lidé, jsou dobří, nebo zlí.

## Témata v odlišných obdobích
Ze súr prvního mekkánského období je možné cítit nadšení z přítomnosti Boží a jeho moci stvořitele. Líčení Boha jako tvůrce všeho, nejvyššího vládce, kterému je nutno se bezpodmínečně odevzdat a poslouchat jeho vůli, je záhy doplňováno eschatologickými představami o konci světa, posledním soudu, ráji a peklu. Muhammad se asi velmi rychle setkal s odporem, zjevuje se podrobný popis ráje a pekla k přesvědčování oponentů. Verše o posmrtném životě jsou velice sugestivní a přímočaré. Pozdější kritika Muhammada ze strany židů a křesťanů se často opírá právě o tuto část koránu. Vadí jim na ní její materialismus, přesvědčování k víře skrze přesné popisy rajských slastí a naopak vyhrožování fyzickým utrpením v pekle.
Na závěr prvního období, po odvolání „Satanských veršů“, pokračuje korán druhým obdobím. Druhé období je charakteristické právě zdůrazňováním Boží jedinosti. Eschatologické představy poněkud ustupují do pozadí a hlavní argumentační proud se točí okolo příběhů předchozích proroků a obcí, které je neuposlechly. Klasická struktura příběhu, prorok – odmítnutí – Boží pomsta, se neustále opakuje, zaměňována jsou pouze jména, ale i ta se několikrát opakují. Charakteristickou by mohla být poměrně dlouhá súra 26 – Básníci.
Podoba seslání z třetího mekkánského období je zcela určena situací Muhammada v Mekce, která začínala být značně kritická. Na druhou stranu již Muhammad začal zcela vážně uvažovat o útěku z Mekky, a proto měl islám rozšířit i mimo své domovské město. Co se formy týče, styl se začíná blížit medínskému, poezie ustupuje próze. Pokud bychom měli vybrat jeden charakteristický rys, byla by to představa o predestinaci. Muhammadovi, čelícímu vytrvalému odmítání a posměchu spojenému se zcela reálnými hrozbami i vůči samotnému životu Proroka, zjevují se verše o předurčenosti lidí stát se věřícími nebo zůstat v rouhačské lži. Rozpor Boží všemocnosti a vševědoucnosti se svobodou lidské vůle je ostatně trvalým filosofickým tématem i v křesťanském světě. V koránu se píše, že kdyby Bůh chtěl, všichni lidé by byli věřící (10:99): „A kdyby si tvůj Pán přál, všichni lidé na zemi by rázem uvěřili! Budeš tedy (Muhammade) nutit lidi proti jejich vůli, aby se stali věřícími?“
Medínské období je z našeho pohledu nejdůležitější. Teprve po svém přesunu do Medíny získal Muhammad možnost určit konkrétní pravidla života své obce. Přestože korán obsahuje jen velmi málo jasných příkazů, naprosto minimálně se zabývá postihy, a musí být proto doplňován dalšími prameny, je obecným základem islámského práva i etiky, jež mají nejvyšší právní autoritu.

## Vybraná témata koránu
Témata, kterými se korán zabývá a tvoří základ islámské věrouky nebo jsou jinak významná.

### Eschatologie
Koránská eschatologie je zaměřena především na vypočítávání požitků ráje a utrpení v pekle. Verše jsou velmi barvité a nápadité.[zdroj?] Podle koránu budou v den posledního soudu všichni lidé rozděleni podle svých skutků na tři skupiny (56:7–14). Po pravici budou stát ti věřící, kteří za svého života konali dobré skutky (a opakovaně je zdůrazňováno, že nestačí být ani pouze věřící, ani pouze dobrý), po levici pak nevěřící a hříšníci. Ve třetí skupině jsou „předáci“, význam zmínky o nich je nejasný, snad má jít o posly a proroky, kteří budou zvlášť blízko Bohu.
Líčení pekelných utrpení, která budou trvat věčně, bývá spojováno s bolestí, řetězem a ohněm (súra 88), později též s utrpením žízní a hladem. Naopak v ráji se věřící mají dočkat zasloužené odměny, potečou zde řeky chladivé, dostatek bude všeho jídla, především ovoce (súra 78). Nevšední pozornost Muhammad věnuje tomu, že v ráji nebude nikoho obtěžovat prázdné tlachání. Nejspornějším podobenstvím ráje je představa tzv. hurisek, húrí. Tyto „dívky s plnými ňadry“ (78:33) mají být jednou z odměn věřícím; verš 56:35 je vykládán tak, že se jejich panenství bude neustále obnovovat. Všichni věřící mají být v ráji stejného věku, podle tradice jim bude 33 let. V dalších obdobích již není o huriskách řeč, místo toho se při líčení posmrtného života v ráji vždy objevují manželky věřících (36:56). Stejně tak zatímco verš 78:40 naznačuje blízkost konce světa, dále již je korán méně jednoznačný a zdůrazňuje, že o této otázce je zpraven pouze Bůh sám (72:26).

### Satanské verše a nasch
Základ teorie o verších zrušených a zrušujících – nasch – byl položen odvoláním tzv. satanských veršů, které byly původně umístěny v 53:19–23. Polyteismus připouštějící verše byly odvolány a nahrazeny verši, které naopak na mnohobožství tvrdě útočí, využívajíce k tomu staroarabskou představu bohyň ženského pohlaví.
Verš 2:100 tvrdí, že za každý zapomenutý či zrušený verš je seslán jiný a lepší.
Ve 22:51 jde tato konstrukce tak daleko, že prý v poselství každého proroka byla část podvržena satanem proto, aby později mohla být odvolána a bylo odhaleno, kdo je skutečně pevný ve víře. Jasně se vyjadřuje verš 13:39: „(Alláh) vymazává i potvrzuje to, co chce, a u Něho je kniha původní“.

### Kultovní předpisy
Kultovní předpisy islámu částečně vycházejí z koránu. Víra v Boha je prokazovaná skutky lásky k bližnímu a kultovními úkony. Islámská teologie později formulovala 5 základních povinností, tzv. „Pět pilířů islámu“, ke kterým některé sekty přidávají jako šestý pilíř džihád. Muslimové se původně modlili především v noci, aby se nevystavovali zbytečnému pronásledování nepřátelského okolí. V koránu se dokonce vybízí, aby to muslimové se zbožností nepřeháněli, někteří se prý modlili i celou noc. Počet modliteb byl nižší než dnes. Ze začátku pouze jedna, později přibyla druhá a třetí. Učení o pěti modlitbách pochází až z období po Muhammadově smrti. Přesná podoba modlitby není v koránu řešena, Muhammad zanechal odkaz, ať se lidé modlí tak, jak viděli se modlit jeho. Orientace modlitby, qibla, byla původně směrem k Jeruzalému, ale po rozkolu s židy byla veršem 2:136 změněna na Mekku, spolu s rozvinutím učení o Abrahámovi jako zakladateli Ka'by. Korán klade poměrně velký důraz na sociální aspekty. Přikazuje dávat almužnu, pomáhat nemajetným, sirotkům, starým a nemocným. Tato povinnost, zakát (očista) se postupně změnila v náboženskou daň, kterou vůdcové náboženské obce mohli využívat nejen na sociální účely, ale i pro potřeby státu a na vojenské účely. Společným prvkem všech monoteistických náboženství je půst, který je v koránu rozveden a určen na měsíc ramadán. Půst se drží od východu do západu slunce a nemocní, cestující a další, kteří nemohou běžně držet půst, jej mohou odložit na jiný termín (2: 180–181). Další náboženskou povinností je pouť do Mekky (velká a malá pouť, hadždž a 'umra). Tento zvyk je od doby prvních proroků. Po vystoupení Muhammada se mnozí Mekkánci obávali o osud tohoto zvyku a svých příjmů. Korán pouť zachovává, vrací jí však původní smysl, tj. uctívání jednoho Boha. Mekkánská modlitebna Ka'aba byla založena hanífem Abrahámem a je tak symbolem nezkaženého původního monoteismu. Zdůrazňován je také kult Ismaela. Vrcholem pouti je rituální obětování zvířat tak, jak tomu bylo i dříve. Nemá to však být oběť pro Boha, ale pouze výraz zbožnosti – oběti jsou rozdány nemajetným. Koránská pravidla stravování jsou o poznání volnější než pravidla židovská a pravděpodobně i než původní pravidla arabská. Z jídel je zakázáno pouze vepřové maso, zdechliny a maso zvířat zasvěcených jinému bohu. Korán naopak zcela zakazuje, spolu s hazardními hrami, víno (2:216, 4:46 a 5:92). Tento zákaz byl přenesen na alkoholické nápoje vůbec. Zajímavé je, že ve starším verši 16:67 je naopak existence skvělého nápoje vína ukazována jako důkaz Boží dobrotivosti, objevuje se ale, že víno má dobré i špatné stránky.

### Vztah k národům Knihy
Vztah Muhammada k židům a křesťanům prošel poměrně dramatickým vývojem, jehož odrazem je koránský text. Ze začátku se Muhammad považuje za hlasatele názorů těchto monoteistických systémů jako protikladu k realitě předislámské polyteistické Mekky. Po odchodu do Medíny, ve které žilo několik židovských kmenů, očekával, že se podrobí jeho autoritě. To se však nestalo – židé jeho proroctví zpochybňovali a dokonce se spojili s jeho nepřáteli. Proti těmto židovským kmenům Muhammad později nařídil vojenské expedice (viz Seznam Muhammadových vojenských expedicí). Rozchod se židy je završen změnou kultovních předpisů i rozpracováním představy o původním monoteismu Abraháma (16:120, 3:60), který je nazván „hanífou“. I spojenectví s křesťany nakonec padá, když se v koránu objevují útoky na křesťanské učení o Trojici.
Přes to všechno je tón koránu k „národům Knihy“ většinou příznivější; nepatří mezi zásadní nepřátele jako modloslužebníci a nevěřící, ačkoliv některé skutky a činy je do této kategorie mohou uvrhnout. Ke konverzi nemají být donucováni (na rozdíl od nevěřících či polyteistů), ale musí se podrobit pravidlům islámské společnosti.

### Etika a právo
Jak bylo řečeno, islám sjednocuje v sobě veškeré aspekty života. Náboženství, etika a právo jsou proto pevně spojené pojmy. Islám nahrazuje místní z pojetí beduínských kmenů, jakožto bratrských společenství bez nerovnosti a nahrazuje ho bratrstvím celé muslimské obce, ummy. Proto je také islám veskrze neindividualistický systém, což je nejjasněji vyjádřeno kolektivní povinností všech muslimů bez ohledu na postavení: „přikazuj vhodné a zakazuj zavrženíhodné“ (31:16). Ale kdo chce, může si v koránu najít i verše, které naznačují soukromí svědomí před Bohem. Ve verších 11:87, 6:68 a 160 a velmi jasně ve 42:4 se praví, že prorok není strážcem nad lidem svým. To může být vyloženo i tak, že teprve Bůh má právo rozsoudit poctivé a nepoctivé. Nutno je také odmítnout, že by islám popíral hierarchii vlády i společnosti. Ostatně v čele ummy stál Prorok a následné ustanovení chalífátu není s islámským učením v rozporu. Nedošlo ani ke zrušení otroctví, přestože propouštění věřících otroků je považováno za dobrý skutek. Tím se de facto otroctví časem vytratilo, protože lidé své otroky propouštěli. Pro společnost nenastal žádný ekonomický šok.
Mnozí věřící po Muhammadovi požadovali jakési islámské „Desatero“.[zdroj?] Takto formulovaného seznamu pravidel se nedočkali, ale za dobrý základ mohou být považovány verše 17:23–41 či zkráceně 6:152–154.[zdroj?] Korán (až na zabití, krádež a nevěru) nestanovuje za porušení svých pravidel žádné tresty. Obecně se v islámském právu hovoří o vyšším významu svědomí. Na druhou stranu korán není jako bible (respektive Nový zákon), neobsahuje jen obecná mravní poselství, ale i řadu velmi konkrétních pojednání. Samozřejmě že i verše obecnějšího rázu zde nalezneme. Důraz[zdroj?] je kladen na sociální otázky (sirotci, chudina, nemocní) či na slušnost k ostatním, laskavost k rodině, dodržování smluv, čestnost, upřímnost a pravdomluvnost.
Poctivost v obchodě je jedním z důležitých[zdroj?] přikázání. Muhammad, původem obchodník, opakovaně zdůrazňuje poctivost v dávání měr a vah. Důležitější[zdroj?] jsou však verše zakazující lichvu. První zmínka o ni je ve verši 30:39, nicméně zde ještě není zakázána. Pouze je řečeno, že dáváním úroku nezíská člověk žádného úroku u Boha. Definitivní zákaz pak přichází ve verších 3:130, 2:275–280 a 4:161. Dnes[kdy?] se mnohé muslimské tradicionalisticky nebo fundamentalisticky založené státy pokoušejí rozvinout tzv. islámské bankovnictví, které úrok nahrazuje složitými dohodami o podílnictví na zisku apod.
Krevní msta má být vykonávána jedině na pachateli samotném, ne na celém jeho kmeni. Ve verši 2:178 stojí: „muž za muže, otrok za otroka, žena za ženu“. Doporučována je umírněnost a přijímání výkupného (dija).[zdroj?]
Poslední hřích, který má určen přesný trest, je cizoložství (ziná'). Tomuto tématu se věnují verše 4:15–16 a 24:2–9. Trestem má být sto ran bičem oběma viníkům a zákaz vstupu do manželství s věřícím (změkčeno možností pokání). Druhý chalífa Umar ibn al-Chattáb tvrdil, že slyšel Muhammada recitovat verše o kamenování, nicméně nakonec se nechal přesvědčit, že se mýlil a v koránu se nic takového neobjevilo. Korán požaduje čtyři svědky nevěry, čehož je obtížné dosáhnout.[zdroj?] To je poněkud změkčeno možností samotného svědectví manžela, pokud bude pětkrát přísahat, nicméně ani to není platné, pokud bude manželka pětkrát přísahat, že to není pravda.
Oproti minulosti je postavení žen výrazně posíleno.[zdroj?] Muhammad kritizoval praxi zahrabávání novorozeňat ženského pohlaví do země z obavy před zchudnutím (16:58–60). Nicméně nerovné postavení žen především v manželství zůstává, svědectví ženy má také jen poloviční hodnotu co svědectví muže (2:282). Korán velice podrobně rozebírá dědické podíly (4:12 a dále) a i zde jsou ženy značně znevýhodněné. Všichni synové sice mají dědit rovné podíly a dědí i dcery, ale vdovy jsou z dědictví vyloučeny. Na druhou stranu je uváděno, že umírající musí svou manželku zaopatřit na celý rok (2:240). Ženy jsou v mnoha verších vybízeny k cudnosti. Verš 33:59 je vybízí, aby „přitahovaly k sobě závoje své“, což je fundamentalisty[kým?] interpretováno jako výzva k zahalování obličejů. Pravým význam je ale výzva k nenošení otevřených vyzývavých šatů, zahalování je výmyslem až pozdějších dob.[zdroj?] Ve stejném smyslu ostatně hovoří verše 24:30–31, které doporučují zahalování ňader.
Další zachovanou praxí je mnohoženství, korán naopak zakazuje polyandrii („mnohomužství“). Muž může mít až čtyři manželky, ale musí jim věnovat naprosto stejnou pozornost. To je ve verši 4:128 označeno za nemožné, což slouží modernistům k argumentaci za zákaz tohoto pravidla. Každopádně se v koránu doporučuje mít pouze jednu manželku, pokud by si člověk nebyl jist, že bude schopen dostát svým závazkům. Verš 2:220 zakazuje sňatek s modloslužebnicí a za lepší považuje právě věřící konkubínu. V otázce rozvodu zavedl korán čtyřměsíční čekací dobu pro muže, kteří požádají o rozvod a zavedl povinnost postarat se o bývalou manželku,[zdroj?]
Zajímavé je, že korán nijak zvlášť neřeší homosexualitu.[zdroj?] Několik negativních narážek lze najít ve vyprávění o Lotovi a Sodomě a Gomoře (7:80–84, 11:77–83, 21:74, 22:43, 26:165–175, 27:56–59 a 29:27–33).
Korán neuznává rovnoprávnost věřících a nevěřících. Nevěřící přirovnává k dobytku (2:171), nazývá je nespravedlivými (2:254), zakazuje přátelství mezi věřícími a nevěřícími (4:144) nebo vyzývá k boji proti nevěřícím (8:65, 9:73, 9:123).
Verše 23:97–98, 41:34 a 16:127 praví: „Jsme věru s to ti ukázat, co jsme jim slíbili, avšak raději odvracej zlé tím, co je lepší! My dobře známe, co si vymýšlejí“. Tyto verše pocházejí ještě z mekkánského období. Pro islámskou etiku mají velký význam[zdroj?] – říkají vlastně, že na zlo má člověk odpovídat ještě větším dobrem. Jsou dokladem toho, že ve své době byla islámská etika skokem k větší humanitě.[zdroj?]

## Predestinace vs. svobodná vůle
V koránu lze nalézt řadu veršů o predestinaci i svobodné vůli. Je však nutno říci, že jednoznačně inklinuje k predestinaci. Zatímco myšlenku svobodné vůle je třeba z veršů spíše odhadovat (29:5, 33:52), verše o predestinaci hovoří jasněji. Zvláště v souvislosti s předurčením zůstávat nevěřícím (76:30, 32:13). Velice pěkný verš, který však o sporu osudu se svobodou až tolik neříká, je 47:38: „Život pozemský je pouze hra a zábava.“

### Muhammad
V koránu se objevuje větší množství veršů, které se obrací na Muhammada, upravuje jeho postavení a práva, či ho dokonce kárá. Verš 11:15 naráží na to, že Muhammad snad nesděloval veškerá seslání, kterých se mu dostalo. 29:47 zase popírá, že by kdy Prorok četl bibli nebo tóru. V medínském období se také objevují materiálnější seslání. 8:42 stanovuje, že pětina veškeré kořisti patří Bohu a poslu, příbuzným, sirotkům a nuzným, tedy že je Muhammadovi k dispozici pro potřeby obce. 33:40 zase o Muhammadovi hovoří jako o Pečeti proroků, čímž vyjadřuje, že po Muhammadovi již žádný další prorok nepřijde.[zdroj?]
Zvláště sporně působí verše, které se vztahují k Muhammadově manželství. Verš 33:4 obhajuje jeho manželství s bývalou manželkou Muhammadova nevlastního syna. 33:49 zase umožňuje právě Muhammadovi jako Prorokovi mít neomezený počet manželek.

### Zajímavosti
Celá řada biblických motivů nachází své místo i v koránu. Vyskytují se zde ovšem mnohé odchylky. Tak kupříkladu v příhodě o Boží zkoušce Abraháma, jenž mu má obětovat svého syna Izáka, je Izák nahrazen jiným Abrahámovým synem, údajným prapředkem Arabů, Ismaelem[zdroj?] (37:101). Oproti pojetí tohoto příběhu v bibli je v koránu Abrahám na pochybách a ptá se Izmaela, co má dělat. Ten mu pak potvrdí, aby se odevzdal do vůle Boží.
Ve verších 4:171 a 5:73 se objevuje také zmínka o Svaté trojici, která je zde kritizována.
Velice zajímavý[zdroj?] je původ veršů 18:59 a dále. Tato súra obecně patří k nejoblíbenějším[zdroj?] a někde se recituje každý pátek v mešitách. Zmiňovaná pasáž súry je vlastně spojením příběhu Mojžíše, Alexandra Velikého a rabínské legendy o proroku Eliášovi. Poselstvím je ukázka lidské nevědomosti a nutnosti odevzdat se do vůle vševědoucího a všemocného Boha.
Části koránu mají také velký mystický vliv.[zdroj?] „Verš světla“ 24:35 je občas označován za nejpoetičtější vůbec[zdroj?] a je vepsán do kopule istanbulské mešity Hagia Sofia. Za nejkrásnější súru vůbec je považována[zdroj?] súra 12 – Josef. Cháridžovské sekty ji naopak považovaly za podvrženou pro svou údajnou přílišnou světskost.
Verši 17:1 a 17:95 podložili islámští teologové[kdo?] rozsáhlý příběh o údajném Muhammadově setkání s Bohem.[zdroj?] Muhammad se měl v noci zázračně přepravit do Jeruzaléma v (Izraeli) a vystoupat na Nebesa (Mi'rádž). Na tomto základě je Jeruzalém muslimy považován za třetí nejposvátnější město. To hraje svou roli v palestinsko-izraelském konfliktu.
Korán je využíván rozličnými skupinami[kdo?] jako základ často i protichůdných názorů. Charakteristickým je výběr pouze několika konkrétních veršů a konkrétního výkladu. Modernisté i fundamentalisté[kdo?] využívají koránu ve svém politickém slovníku podle toho, jak se jim to zrovna hodí.[zdroj?]

## České překlady koránu
První ucelený český překlad Koránu pořídil katolický kněz Ignác Veselý v Brně roku 1912. Druhý pořídil A. R. Nykl roku 1934. Nejběžnějším překladem u nás je překlad I. A. Hrbka (1972, znovu vydán roku 1991 a dále), který je tradičně používán i česky hovořícími muslimy, zřídka jsou k sehnání i překlady A. R. Nykla (1938) a I. Veselého (1912). Všechny tři překlady jsou také dostupné on-line. Překlad muslimské skupiny ahmadíja je většinovou částí muslimů považován za nevyhovující z důvodu sektářství. Kritici také namítají, že nevychází přímo z arabštiny, ale z anglického překladu, čili jde o překlad překladu.